# Condado de Otero (Colorado)
El condado de Otero (en inglés: Otero County), fundado en 1889, es uno de los 64 condados del estado estadounidense de Colorado. En el año 2000 tenía una población de 20 311 habitantes con una densidad poblacional de 6 personas por km². La sede del condado es La Junta.

## Geografía
Según la Oficina del Censo, el condado tiene un área total de 3289 km² (1269,9 mi²), de la cual 3271 km² (1262,9 mi²) es tierra y 18 km² (6,9 mi²) (0,54%) es agua.

### Condados adyacentes
- Condado de Crowley - norte
- Condado de Kiowa - noreste
- Condado de Bent - este
- Condado de Las Ánimas - sur
- Condado de Pueblo - oeste

## Demografía
En el 2000 la renta per cápita promedia del condado era de $29 738, y el ingreso promedio para una familia era de $35 906. En 2000 los hombres tenían un ingreso per cápita de $26 996 versus $21 001 para las mujeres. El ingreso per cápita para el condado era de $15 113. Alrededor del 18,80% de la población estaba bajo el umbral de pobreza nacional.

## Ciudades y pueblos
- Cheraw
- Fowler
- La Junta
- Manzanola
- Rocky Ford
- Swink